# ローリング

3次元の回転

エルロンによる機体の傾転（ロール）。

ローリング（英: rolling）は、乗り物など前後・左右・上下が決まった物体が、前後の軸に対して回転（あるいは傾斜）すること。単にロール (roll) ともいい、船舶では横揺れという。なお、左右の軸まわりの回転をピッチング (pitching) またはピッチ (pitch) と呼び、上下軸まわりの回転をヨーイング (yawing) またはヨー (yaw) と呼ぶ。
特に、航空機、船舶、自動車について言うことが多く、ロール量は角度で表される。ロール方向の動きに制限の少ない航空機では、90度、180度、360度ロールなども可能である。機体の中心軸の回転運動成分をローリング、その回転角度をロール角という。なお、路面、線路の傾き（カント）や、二輪車で車体を傾ける操作など、ロール方向の傾斜をバンク (bank) と呼ぶこともある。

## 座標系

航空機における3次元の回転軸と回転方向

航空機における座標系とロール角φ・ピッチ角θ・ヨー角ψの関係（z軸を下方向にとった場合）

航空機や自動車ではロール軸をx軸、ピッチ軸をy軸、ヨー軸をz軸に取る。なお、航空機ではヨー軸（z軸）は下方向にとる場合が多く、自動車などではz軸を上方向に設ける。
ロボット工学においては、歩行ロボットでは車と同様の座標系（x、y、z）を取ることもあるが、ロボットアームでは各関節軸を前後（進行方向）のz軸にとるので、ロール軸（z軸）、ピッチ軸（y軸）、ヨー軸（x軸）とすることが多い。
なお、ローリングが「左右に回転」と表現されることもあるが、ローリングはx軸回転であり、一方、z軸回転であるヨーイングも左右の回転といえる（機首は水平面上を左右に動く）。

## ローリングの制御
飛行機は、エルロン (aileron) を使って、ロールを制御する（ロールさせる、あるいはロールを抑える）。また、主翼に上反角をつけることによってロールを抑える。後退翼にもロールを抑える効果があるが、これが逆に過剰となりロールさせることが難しくなるので、後退翼を採用した戦闘機は逆に主翼に下反角をつけてロールを抑える効果を下げる場合がある。
船舶では、フィンスタビライザーなどでロールを抑える。能動的に制御することは少ないが、旋回時のローリング（後述）を利用して、舵でロールを制御することもある。
自転車やオートバイでは、体重移動でロールを制御する。（ただし、これはあまりローリングとは言わない）
自動車の場合、旋回時のローリングをサスペンションで制御することになり、ロールセンターという概念がある。
ロールを抑えるために、スタビライザーというパーツを利用することもある。

## 旋回によるローリング
自動車や鉄道車両は下部の左右（両輪）で地面やレールに接しており、重心位置はそれよりも高いので、旋回すると遠心力によってタイヤやサスペンションのばねがたわみ、車体上部が外側に傾斜する。
船舶も同様であるが、満載時のタンカーなど、喫水が深く、重心位置が水面に近い場合はロールは起こりにくく、また、プレジャーボートのように船底がV形の場合や水中翼船は、二輪車と同様に内側（旋回中心側）に傾斜する。
一方、航空機では重心位置に由来するローリング挙動はない。後退翼をもつ機体ではヨーイングによって気流に対する左右主翼の有効翼幅に差が生じるので、旋回航程外側の主翼揚力が増加して持ち上がりローリングが始まるが、緩慢微力であって操縦に用いることはない。航空機のローリングは旋回の結果ではなく、旋回を得る（バンク角を得る）ための積極的な操縦操作である。